# Heliconius ceres
Heliconius ceres är en fjärilsart som beskrevs av Charles Oberthür 1920. Heliconius ceres ingår i släktet Heliconius och familjen praktfjärilar. Inga underarter finns listade i Catalogue of Life.